# Karpacki Szlak Rowerowy
Karpacki Szlak Rowerowy – projekt realizowany przez Sądecką Organizację Turystyczną i 35 gmin w Małopolsce. Wszystkie trasy mają łącznie długość ok. 800 km. Karpacki Szlak Rowerowy dzieli się na szlak główny i kilka szlaków łącznikowych.

## Szlak główny

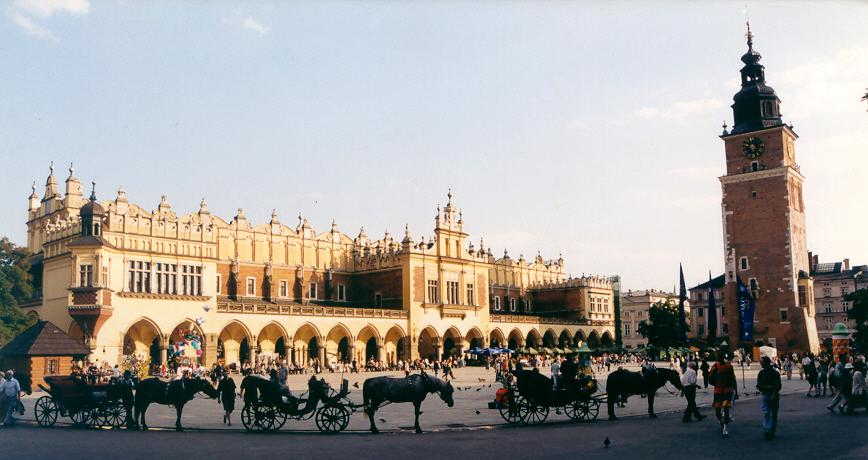
Sukiennice i wieża ratuszowa w Krakowie

Szlak główny Karpackiego Szlaku Rowerowego prowadzi przez historyczny szlak handlowy z południa do Krakowa i Wieliczki. Szlak zaczyna się na granicy polsko-słowackiej w miejscowości Leluchów, a prowadzi przez miejscowości takie jak: Muszyna, Piwniczna-Zdrój, Rytro, Stary i Nowy Sącz, Rożnów, Tropie, Iwkowa, Lipnica Murowana, Niegowić, Biskupice oraz Wieliczka. Szlak kończy się w Krakowie. Całość ma długość ok. 175 km.

## Sądecki Szlak Rowerowy

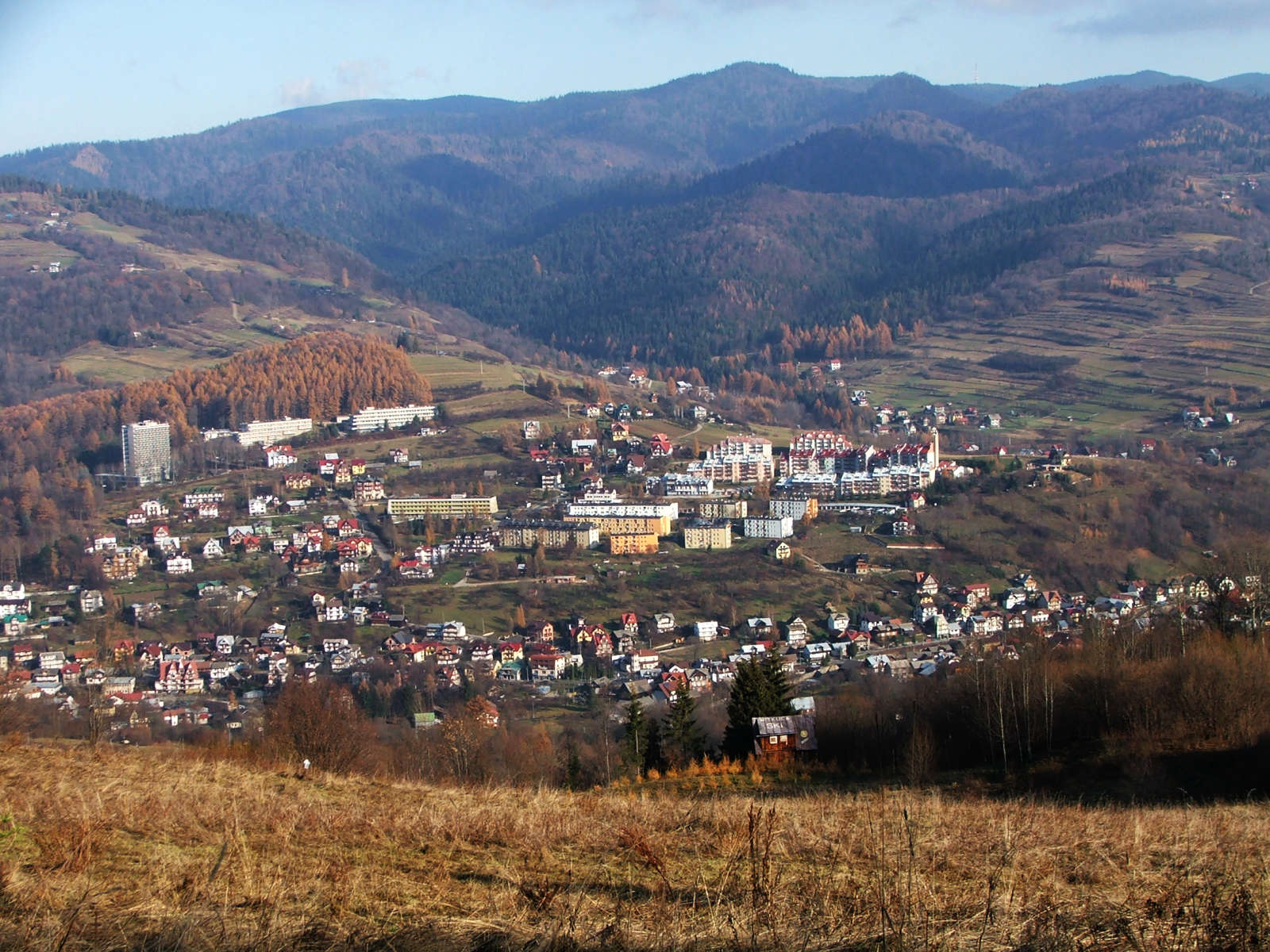
Beskid Sądecki widziany z Małych Pienin

Sądecki Szlak Rowerowy przebiega przez Beskid Sądecki. Szlak ten także zaczyna się na granicy kraju, w Muszynce. Prowadzi on przez Tylicz, Polany, Kamianną, Uhryń, Łabową, Maciejową, Nawojową, Kamionkę Wielką, a kończy się w Nowym Sączu, gdzie łączy się ze szlakiem głównym. Szlak ten ma długość 63 km, jest zaliczany do łatwych.

## Wielokulturowy Szlak Rowerowy

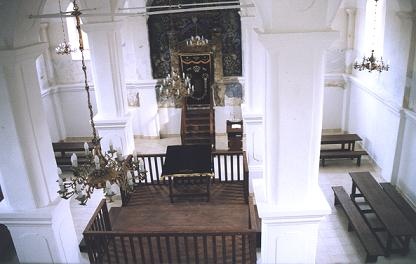
Wnętrze synagogi w Bobowej, 2004

Szlak ten rozpoczyna się w Blechnarce, przy dawnym przejściu granicznym do Stebníckiej Huty. Następnie prowadzi przez Hańczową, Brunary, Florynkę, Wawrzkę, Grybów, Stróże,
Bobową, Ciężkowice i Zakliczyn. Szlak ten według planów ma się zakończyć w Tarnowie. Szlak ten ma długość ok. 120 km, o różnicy wysokości 350 m.

## Rowerowy Szlak Winny
Szlak ten prowadzi przez tereny związane z handlem winem w średniowieczu. Docelowo ma się on rozpoczynać w Koniecznej. Istnieją też plany przedłużenia go na Słowację, przez Bardejów i Węgry. Szlak prowadzi przez Bartne, Owczary, Gorlice, Łużną, Staszkówkę, a kończy się w Ciężkowicach. Istnieje też odgałęzienie przez Biecz, miasto znane z handlu winem z Węgrami.
Szlak ma długość ok. 85 km, jest zaliczany do szlaków łatwych.

## Rowerowy Szlak Historycznym Traktem Królewskim

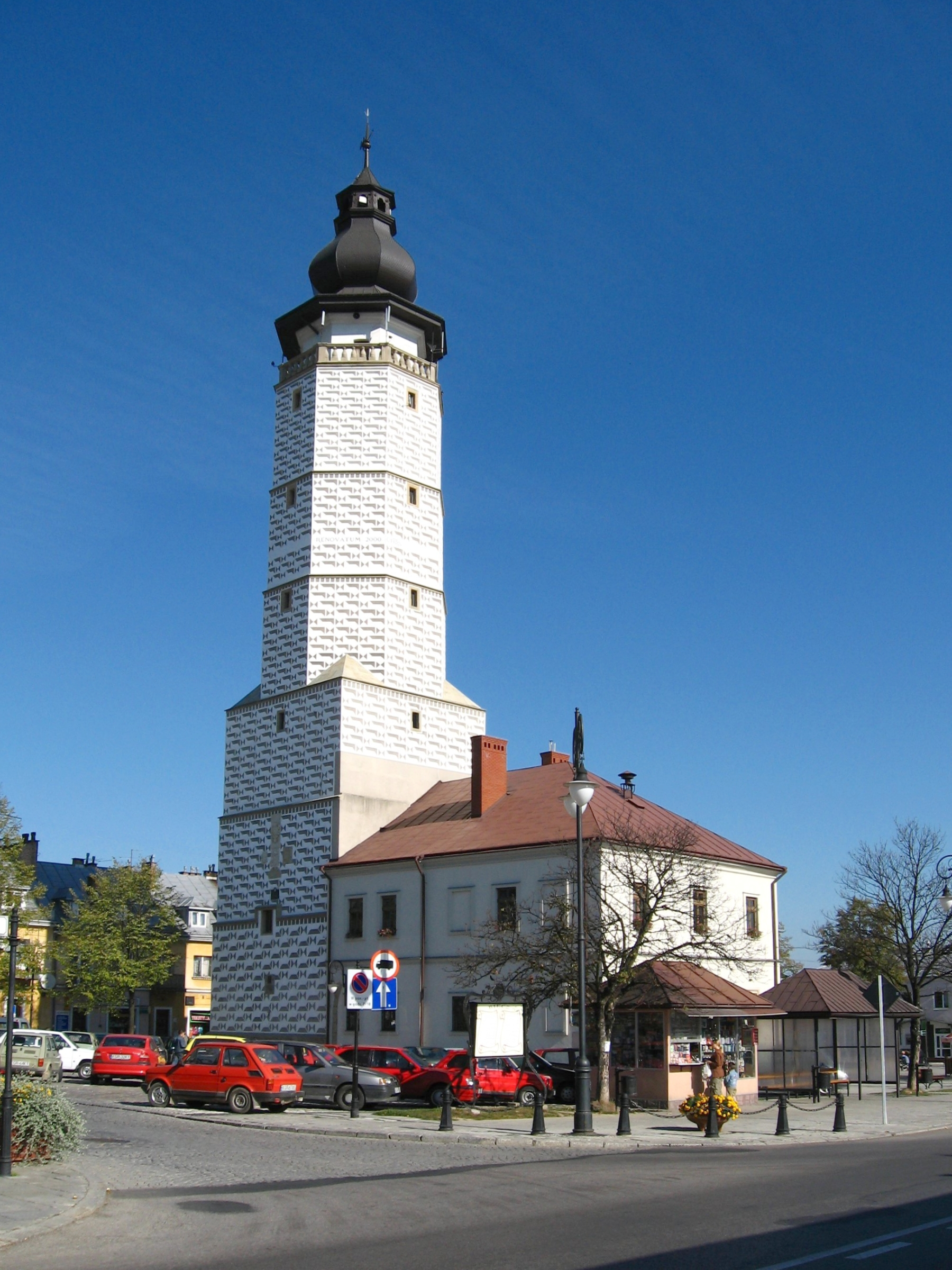
Ratusz w Bieczu

Szlak ten, nawiązujący do historycznych miejsc pobytu i przejazdu królów, rozpoczyna się w Czorsztynie. Dalej prowadzi przez Niedzicę, Łysą nad Dunajcem, Czerwony Klasztor na Słowacji, Drogę Pienińską, Szczawnicę, Obidzę, Łazy Brzyńskie, Gołkowice, Stary i Nowy Sącz, Zawadę, Mystków, Ptaszkową, Grybów, Stróże, Szalową, Gorlice, Kobylankę, Libuszę. Kończy się w Bieczu. Ma długość ok. 130 km.

## Transgraniczny Szlak Rowerowy
Szlak ten prowadzi przez strefę przygraniczną, przez różne pasma górskie. Rozpoczyna się w Muszynie, potem prowadzi przez Powroźnik, Tylicz, Krynicę-Zdrój, Izby, Brunary, Uście Gorlickie, Gładyszów, Radocyną, a kończy się na przełęczy Długie, potem prowadzi dalej przez Bieszczady do Krościenka nad Strwiążem jako Podkarpacki szlak rowerowy (znaki czerwone). Obecnie ma on jednak długość 71 km. Jest średnio trudny.

## Pogórzański Szlak Rowerowy
Jest to jedyny odcinek Karpackiego Szlaku Rowerowego, który nie został jeszcze utworzony. Ma prowadzić głównie przez powiat tarnowski, który jeszcze nie dołączył do projektu Sądeckiej Organizacji Turystycznej. Ma on mieć długość ok. 120 km.